# Зал зборів Бадінь
Зал зборів Бадінь - стара будівля засідань Національних Зборів В'єтнаму, розташована на площі Бадінь навпроти Мавзолею Хо Ші Міна, в Ханої, В'єтнам.
Будівля використовувалася Парламентом В'єтнаму для своїх сесій й інших офіційних заходів. Одним з архітекторів був Нгуєн Као Луен (1907-1987).
Зал знесений в 2008, щоб звільнити місце для нової будівлі парламенту. Однак, в ході археологічних розкопок були знайдені залишки Тханг Лонга, старого імперського міста, попередника Ханоя, і тому будівництво нової будівлі на ділянці було відкладено. Во Нгуен Зяп, легендарний генерал  в'єтнамської війни, заперечував проти знесення залу Бадінь (Зяп помер в жовтні 2013, у віці 102 років).